# Окраку
Окраку (рум. Ocracu) — село у повіті Вилча в Румунії. Входить до складу комуни Алуну.
Село розташоване на відстані 189 км на захід від Бухареста, 46 км на захід від Римніку-Вилчі, 71 км на північ від Крайови.

## Населення
За даними перепису населення 2002 року у селі проживали 620 осіб, усі — румуни. Усі жителі села рідною мовою назвали румунську.